# 大草薬品
大草薬品株式会社（おおくさやくひん）は、神奈川県横須賀市に本社を置く製薬会社である。

## 沿革
- 1931年（昭和6年）9月 - 大草義巳が大草弘真堂薬局として創業。
- 1934年（昭和9年）9月 - 製薬業開始。
- 1951年（昭和26年）12月 - 大草弘真堂薬局は薬局部を有限会社大草弘真堂薬局とし、製薬部は大草製薬所として分離。
- 1956年（昭和31年）9月 - 大草製薬所は大草製薬株式会社とし、大阪に直販卸部門の営業所を開設。
- 1966年（昭和41年）9月 - 社名を大草薬品株式会社に改称。
- 1976年（昭和51年）9月 - 大阪直販卸部門は分離独立し、大草敏郎が大草薬品販売株式会社を設立。

## 商品

### 医薬品
- 大草胃腸散【第3類医薬品】
- 大草胃腸散顆粒（分包）【第3類医薬品】
- 大草胃腸錠【第3類医薬品】
- アルファ大草胃腸薬（分包）【第3類医薬品】
- アルファ大草胃腸錠【第3類医薬品】
- 大草丸【第2類医薬品】
- ベルビオ【第3類医薬品】
- カゼコール【第2類医薬品】
- オオクサ葛根湯エキス顆粒EX【第2類医薬品】
- オオクサ柴胡桂枝湯エキス顆粒（分包）【第2類医薬品】
- 地竜エキス顆粒【第2類医薬品】
- オオクサ小青龍湯エキス錠【第2類医薬品】
- リバイチンS【第2類医薬品】
- オオクサ八味丸【第2類医薬品】
- バイグロミン【第2類医薬品】
- 六神丸【第2類医薬品】
- オオクサ豊温【第3類医薬品】
- オオクサ豊温錠【第3類医薬品】
- オオクサ桂枝茯苓丸【第2類医薬品】
- 紫雲膏【第2類医薬品】

### 健康食品
- 潤貴
- おいしく飲む桑の葉
- 大草グルコサミンゼリー
- 桑の葉粒
- オーラケア
- プラズマクリア
- 大草ビフィズスα

## 関連会社
- 大草薬品販売株式会社